# Roland Wanek

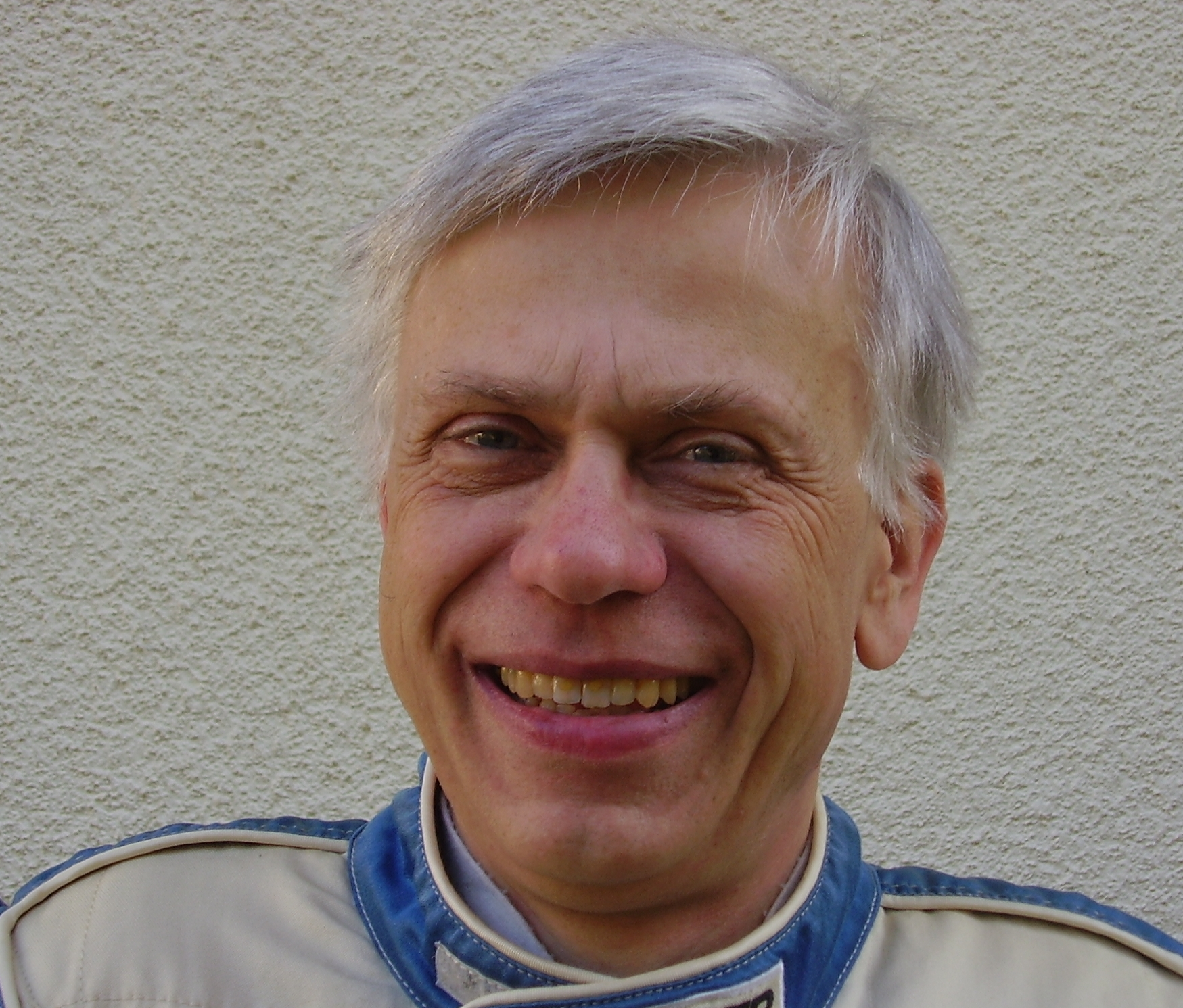
Roland Wanek 2011

Roland Wanek (* 29. Juli 1959 in Letmathe, heute Stadt Iserlohn) ist ein deutscher Bergrennfahrer. 2010 wurde er Europa-Bergmeister der Tourenwagen auf einem Mitsubishi Lancer EVO IX RS der Gruppe N.

## Leben und Beruf
Roland Wanek wuchs im heutigen Iserlohner Stadtteil Letmathe im Sauerland auf und machte dort 1979 Abitur. Er studierte an der FH Iserlohn und wurde 1986 Diplom-Ingenieur (FH) im Fach Maschinenbau.

## Motorsport
Seine Motorsport-Karriere begann 1981 auf einem Opel Kadett GT/E C-Coupe im Automobil-Slalom. 1985 gewann er den Deutschen MOBIL Slalom Pokal, 1986 die ADAC-Gaumeisterschaft. In diesem Jahr fuhr er auch erste Bergrennen und wurde 1988 Dritter in der Deutschen Automobil-Berg-Trophäe. 1989 wechselte er auf einen BMW M3 (E30) und erreichte den vierten Platz in der Deutschen Slalom-Meisterschaft. 1994 stieg er auf ein BMW M3 Coupe 3,0l (E36) um und begann 1996 mit der Teilnahme an einzelnen Rennen der Europa-Bergmeisterschaft.
1997 wechselte er auf einen BMW M3 3,2l (E36) und erreichte zwischen 1998 und 2002 mehrmals dritte bis fünfte Platzierungen in der Europa-Bergmeisterschaft. 2003 bis 2007 nahm er nur sporadisch an Bergrennen und Slaloms teil.

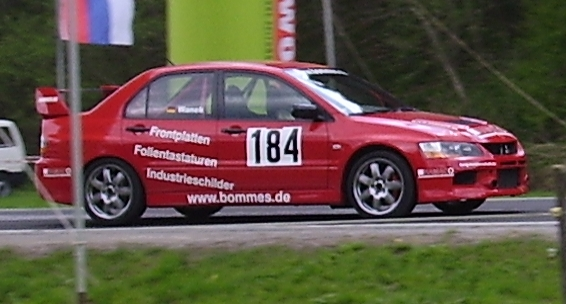
Roland Wanek im Rennwagen

2008 baute er mit Hilfe der Firma IMPORTRACING aus Beilstein einen Mitsubishi Lancer EVO IX RS auf, mit dem er 2009 einen fünften Platz in der Europa-Bergmeisterschaft einfahren konnte. 2010 reichte es zum Titelgewinn, wobei die Meisterschaftsentscheidung bis zum letzten Wertungslauf des letzten Rennens offenblieb.

### Nationale Erfolge am Berg
1988 erreichte er auf Opel Kadett GT/E C-Coupe den dritten Platz in der damaligen ONS-Bergtrophäe für Tourenwagen. 2017 war wieder der dritte Platz in der DMSB Deutschen Berg Meisterschaft  erreicht. Er startete 2017 immer auf Mitsubishi EVO 9, demselben Auto wie in der EBM. Inzwischen wird das Auto von der Firma "Just Solutions" in 35625 Hüttenberg (Hessen) betreut.

## Auszeichnungen
ADAC-Gau Westfalen: Motorsportler des Jahres 2010